# Ella Eastin
Ella Eastin (Irvine, 28 de marzo de 1997) es una deportista estadounidense que compitió en natación. Ganó dos medallas de plata en el Campeonato Mundial de Natación en Piscina Corta de 2016, en las pruebas de 200 m estilos y 400 m estilos.

## Palmarés internacional
| Campeonato Mundial en Piscina Corta | Campeonato Mundial en Piscina Corta | Campeonato Mundial en Piscina Corta | Campeonato Mundial en Piscina Corta |
| Año                                 | Lugar                               | Medalla                             | Prueba                              |
| ----------------------------------- | ----------------------------------- | ----------------------------------- | ----------------------------------- |
| 2016                                | Windsor (Canadá)                    | Medalla de plata                    | 200 m estilos                       |
| 2016                                | Windsor (Canadá)                    | Medalla de plata                    | 400 m estilos                       |